# Муталимов, Муршид Муталимович
Муршид Муталимович Муталимов (21 января 1991, Избербаш, Дагестанская АССР, РСФСР, СССР) — российский борец вольного стиля.

## Спортивная карьера
Муршид с детства хотел заниматься каратэ, но братья, разглядев в нём способности к борьбе, настояли на своем. Занимался в Избербаше под руководством Зияутдина Алиева, в 2007 году он стал победителем юношеского первенства Европы в весе до 42 кг. После смерти его тренера в 2009 году Муршид переезжает в Махачкалу, в школу «Спартак», где его тренирует Курбан Газиев. В 2011 году Муршид побеждает на двух молодёжных первенствах России (в Махачкале и во Владикавказе), однако на первенстве мира занимает лишь 5-е место. В 2015 году на Кубке мира в составе сборной России занял 4 место.

## Спортивные результаты на крупных турнирах
- Первенство Европы среди кадетов — ;
- Чемпионат России по вольной борьбе 2014 — 9;
- Чемпионат России по вольной борьбе 2015 — 9;
- Кубок мира по борьбе 2015 — 9;
- Чемпионат России по вольной борьбе 2017 — ;
- Чемпионат России по вольной борьбе 2019 — ;

## Личная жизнь
Вольной борьбой занимались трое старших братьев Муршида, один из них — Магомедсалам — был бронзовым призёром чемпионата России 2006. Окончил Институт финансов и права в Махачкале.